# Auranticarpa rhombifolia
Auranticarpa rhombifolia là một loài thực vật có hoa trong họ Pittosporaceae. Loài này được (A.Cunn. ex Hook.) L.W.Cayzer, Crisp & I.Telford mô tả khoa học đầu tiên năm 2001.